# Straß (Gemeinde Gunskirchen)
Straß ist eine Katastralgemeinde in der Marktgemeinde Gunskirchen im Bezirk Wels-Land in Oberösterreich. Das Gebiet der Katastralgemeinde umfasst den südöstlichen Teil der Gemeinde. Der Ort Gunskirchen war bis 1990 in die Ortsteile Hörzinghaid, Illhaid, Straß und Gunskirchen-Ort geteilt. Die Ortsteile wurden aber kurz nach der Markterhebung (1990) aufgelöst. Die Katastralgemeinde behielt den Namen Straß jedoch bei.

## Ortsteile
Zur Katastralgemeinde Straß gehören die Ortschaften Au bei der Traun, Gänsanger, Grünbach (nur südlicher Teil), Gunskirchen, Moostal, Oberndorf (nur südlicher Teil) und Waldling (nur südlicher Teil). Die Straßfeldsiedlung im Südwesten der Ortschaft Gunskirchen befindet sich auf dem Gebiet der Katastralgemeinde Irnharting.

## Mittelpunkt Oberösterreichs
In der Katastralgemeinde Straß befindet sich der (als Flächenschwerpunkt ermittelte) Mittelpunkt des Landes Oberösterreich (48° 8′ 11,7″ N, 13° 57′ 51,9″ O).

## Quelle
- Ortsdatenbank Österreich